# Prima Divisione 2018-2019 (Arabia Saudita)
La Prima Divisione 2018-2019, nota ufficialmente come Prince Mohammad bin Salman League per motivi di sponsorizzazione, è stata la quarantaduesima stagione della seconda serie del campionato saudita di calcio.
La stagione, iniziata il 28 agosto 2018 e terminata il 16 maggio 2019, si è conclusa con la vittoria dell'Abha.

## Struttura
Il 7 marzo 2018, la federazione saudita ha annunciato l'allargamento del campionato, da 16 a 20 squadre, con il nome di Prince Mohammad bin Salman League per il secondo anno consecutivo. Al campionato partecipano 12 squadre già appartenenti alla First Division, 6 promosse dalla Second Division e 2 retrocesse dalla Professional League.
Le 20 squadre partecipanti giocano l'una contro l'altra due volte. Al termine della competizione, le prime tre qualificate vengono promosse in Saudi Professional League, mentre la quarta gioca un playoff con la quartultima della Saudi Professional League. Le ultime tre qualificate vengono retrocesse in Saudi Second Division. Le squadre possono registrare fino a 7 giocatori stranieri.

## Cambiamenti dalla stagione precedente

### Nella First Division

#### Promosse dalla Second Division
- Al-Washm
- Al-Jabalain
- Al-Jeel
- Al-Ansar
- Al-Ain
- Al-Adalh
- Abha

### Dalla First Division

#### Promosse in Professional League
- Al-Wahda
- Al-Hazem

#### Retrocesse in Second Division
- Al-Watani

## Squadre partecipanti
| Squadra     | Città          | Stadio                                      | Capienza |
| ----------- | -------------- | ------------------------------------------- | -------- |
| Abha        | Abha           | Stadio Principe Sultano bin Abdul Aziz      | 20,000   |
| Al-Adalh    | Al-Hasa        | Stadio Principe Abdullah bin Jalawi         | 19,096   |
| Al-Ain      | Al-Atawilah    | Stadio Re Saud (Al-Bahah)                   | 10,000   |
| Al-Ansar    | Medina         | Al-Ansar Stadium                            | 5,000    |
| Al-Jabalain | Ha'il          | Stadio Principe Abdul Aziz bin Musa'ed      | 12,000   |
| Al-Jeel     | Al-Hasa        | Stadio Principe Abdullah bin Jalawi         | 19,096   |
| Al-Kawkab   | Al-Kharj       | Al-Shoulla Stadium                          | 5,200    |
| Al-Khaleej  | Saihat         | Stadio Principe Nayef bin Abdulaziz         | 10,000   |
| Al-Mujazzal | Al-Majma'ah    | Al-Majma'ah City Stadium                    | 5,200    |
| Al-Nahda    | Dammam         | Stadio Principe Fahd bin Salman             | 21,701   |
| Al-Nojoom   | Al-Hasa        | Stadio Principe Abdullah bin Jalawi         | 19,096   |
| Al-Orobah   | Sakakah        | Al-Oruba Stadium                            | 7,000    |
| Al-Qaisumah | Qaisumah       | Al-Batin Stadium                            | 6,000    |
| Al-Shoulla  | Al-Kharj       | Al-Shoulla Stadium                          | 5,200    |
| Al-Ta'ee    | Ha'il          | Stadio Principe Abdul Aziz bin Musa'ed      | 12,000   |
| Al-Washm    | Shaqraa        | Al-Washm Stadium                            | 5,000    |
| Damac       | Khamis Mushait | Damac Stadium                               | 3,556    |
| Hajer       | Al-Hasa        | Stadio Principe Abdullah bin Jalawi         | 19,096   |
| Jeddah      | Jeddah         | Stadio Riserve di King Abdullah Sports City | 1,000    |
| Najran      | Najrān         | Stadio Principe Sultano bin Abdul Aziz1     | 20,000   |

1: Il Najran gioca al Prince Sultan bin Abdul Aziz Stadium a causa della guerra in corso in Yemen.